# Giovanni Fiore Coltellacci
Giovanni Fiore Coltellacci est un directeur de la photographie italien décédé le 15 septembre 2023.

## Biographie
Giovanni Fiore Coltellacci est le directeur de la photo de Florent Emilio Siri sur tous ses films.

## Filmographie
- 1981 : Cauchemars à Daytona Beach de Romano Scavolini
- 1995 : L'Estate di Bobby Charlton de Massimo Guglielmi
- 1997 : Go for Gold! de Lucian Segura
- 1997 : Figurine de Giovanni Robbiano
- 1997 : Tre uomini e una gamba d'Aldo, Giacomo, Giovanni et Massimo Venier
- 1998 : Per tutto il tempo che ci resta de Vincenzo Terracciano
- 1998 : Une minute de silence de Florent Emilio-Siri
- 1998 : Un dollar pour un mort (TV) de Gene Quintano
- 1998 : Così è la vita d'Aldo, Giacomo, Giovanni et Massimo Venier
- 2001 : L'Impossible Amour (TV) de John Kent Harrison
- 2002 : Piuttosto che in eterno de Paolo Tripodi
- 2002 : Obilazak (court-métrage) de Deborah Young
- 2002 : Nid de guêpes de Florent Emilio-Siri
- 2003 : Corps à corps de François Hanss
- 2005 : Otage de Florent Emilio-Siri
- 2006 : Ô Jérusalem d'Élie Chouraqui
- 2007 : L'Ennemi intime de Florent Emilio-Siri
- 2007 : Oliviero Rising de Riki Roseo
- 2008 : Le Transporteur 3 d'Olivier Megaton
- 2009 : R.T.T. de Frédéric Berthe
- 2012 : Cloclo de Florent Emilio-Siri
- 2015 : Pension Complète de Florent-Emilio Siri
- 2015 : Le Talent de mes amis d'Alex Lutz
- 2024 : Elyas de Florent-Emilio Siri